# VIS Zlatni akordi
VIS Zlatni Akordi bio je zagrebački rock sastav kroz koji je prodefilirao značajan broj zagrebačkih rock glazbenika. To je bio prvenstveno sastav za plesnjake. Njihova "utvrda" bio je ples u Studentskom centru, koji su oni uz manje prekide držali od polovice šesdesetih do polovice sedamdesetih.
Sastav su oformili 1962. godine u VIII: gimnaziji u Zagrebu Nikola Vaso Sarapa (solo gitara) i Željko Mačor Marinac (bubnjevi). Sastavu su se 1963. godine pridružili braća Zlatko Fuma Miksić (bas-gitara) i Ivica Ico Miksić (ritam gitara). Braća su bila i čvrsta okosnica grupe do kraja njihovog djelovanja.
Kako su mijenjali postav, tako su mijenjali i repertoar, od Mamas & Papas do Jimija Hendrixa.

## Članovi sastava
- Davor Futivić (ex Kosturi) - vokal (1963. – 1965.)
- Žarko Siročić (ex Kosturi) - vokal  (1963. – 1965.)
- Nikola Sarapa - solo gitara (1962. – 1966., 1969. – 1971.)
- Željko Marinac - Mačor - bubnjevi (1962. – 1971.)
- Zlatko Miksić – Fuma - bas-gitara (1963. – 1971., 1975.)
- Ivan Miksić - ritam gitara, bas-gitara, vokal (1963. – 1972. i 1975. – 1977.)
- Zlatko Slobođinski - vokal (1965. – 1967.)

- Vladimir Delač' - solo gitara, usna harmonika, vokal (1966. – 1968.)
- Davor Štern - orgulje, vokal (1966. – 1968.)
- Frano Parać (ex O'Hara) - orgulje, vokal (1968. – 1969.)
- Josipa Lisac (ex O'Hara) - vokal (1968. – 1969.)
- Željko Kovačević - Pes - solo gitara, vokal (1968. – 1969.i 1971. – 1972.)
- Brane Živković - (orgulje, flauta) (1969.)
- Zdenko Juran (ex Delfini) - vokal (1969. i 1971. – 1972)
- Zlatko Pejaković - vokal (1969. – 1971.)
- Srećko Antonioli (ex Delfini) - bubnjevi (1975.)
- Hrvoje Marjanović - Harma - gitara, usna harmonika, el. klavir, vokal (1975.)
- Rajko Dujmić - orgulje, vokal (1971. – 1972.)
- Ivan Stančić - bubnjevi
- Boris Turina - Turko (ex Crveni koralji) - bubnjevi, vokal (1971.,1972. i 1977.)
- Zoran Antoljak (ex Grešnici) - vokal, gitara (1977.)

## Diskografija
- Moja generacija (My generation), Lady jane, You were on my mind, Marice divojko, EP (Jugoton 1966.)
- Lopov, Halo taxi, Voljeti, To je radost, To je naša ljubav, EP (PGP RTB 1968.)
- Sunce sja za nas,(pobjednik festivala omladine Subotica) s Josipom Lisac, Razni izvođači,  EP(PGP RTB 1968.)
- Čerge, Zašto plakati, sa Zlatkom Pejakovićem, (Jugoton 1970.)
- Dani, Prosjak, (Jugoton 1970.)
- Tvoj osmijeh, Ti to znaš, sa Zdenkom Juranom ( 1972.)
- Dah tišine, Moć snova, 1974. sa Zoranom Antoljakom, (PGP RTB)